# Sinoradlkofera minor
Sinoradlkofera minor är en kinesträdsväxtart som först beskrevs av William Botting Hemsley, och fick sitt nu gällande namn av F.G. Mey.. Sinoradlkofera minor ingår i släktet Sinoradlkofera och familjen kinesträdsväxter. Inga underarter finns listade i Catalogue of Life.